# Nils Ramm
Nils Ramm   (Parròquia de Hedvig Eleonora, 1 de gener de 1903 - Linköping, 8 de novembre de 1986) va ser un boxejador suec que va competir entre les dècades de 1920 i 1930.
El 1928 va prendre part en els Jocs Olímpics d'Amsterdam, on guanyà la medalla de plata de la categoria del pes pesant, en perdre la final contra Arturo Rodríguez. En el seu palmarès com a amateur també destaca el Campionat d'Europa de 1927 i una medalla de plata el 1925.
Com a professional, entre 1928 i 1931, va disputar 22 combats, amb un balanç de 17 victòries, 4 derrotes i 1 combat nul.